# Liste der Monuments historiques in Énencourt-Léage
Die Liste der Monuments historiques in Énencourt-Léage führt die Monuments historiques in der französischen Gemeinde Énencourt-Léage auf.

## Liste der Bauwerke
| Bezeichnung      | Beschreibung                  | Standort                     | Kennzeichnung | Schutzstatus | Datum | Bild           |
| ---------------- | ----------------------------- | ---------------------------- | ------------- | ------------ | ----- | -------------- |
| Bauernhof        | Erbaut im 18./19. Jahrhundert | 4, rue de la Tannerie (Lage) | PA60000062    | Inscrit      | 2004  | weitere Bilder |
| Kirche St-Martin | Erbaut im 11. Jahrhundert     | (Lage)                       | PA60000063    | Inscrit      | 2004  | weitere Bilder |

## Liste der Objekte

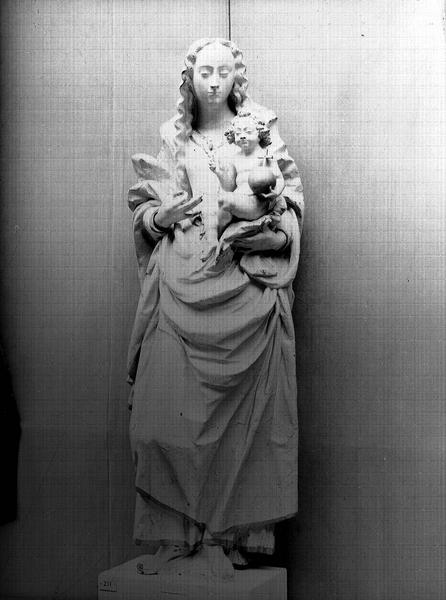
Skulptur Madonna und Kind (Anfang des 17. Jahrhunderts) in der Kirche St-Martin

- Monuments historiques (Objekte) in Énencourt-Léage in der Base Palissy des französischen Kultusministeriums